# Hockey su prato ai Giochi della XI Olimpiade
Le gare di hockey su prato alle olimpiadi estive del 1936 si sono svolte negli impianti dello Hockey Stadion di Berlino

## Formula
La formula prevedeva la suddivisione delle 11 squadre in tre gruppi. Successivamente le vincenti dei gironi A e B, e le prime due squadre del gruppo C si sono qualificate alle semifinali.

## Partecipanti
| Gruppo A                                               | Gruppo B                             | Gruppo C                                    |
| ------------------------------------------------------ | ------------------------------------ | ------------------------------------------- |
| - India Britannica - Giappone - Ungheria - Stati Uniti | - Germania - Afghanistan - Danimarca | - Paesi Bassi - Belgio - Francia - Svizzera |

## Risultati
Classifica
| POS. | Squadra          | P.ti | G | V | P | S | GF | GS | DR  |
| ---- | ---------------- | ---- | - | - | - | - | -- | -- | --- |
| 1°   | India Britannica | 6    | 3 | 3 | 0 | 0 | 20 | 0  | +20 |
| 2°   | Giappone         | 4    | 3 | 2 | 0 | 1 | 8  | 11 | -3  |
| 3°   | Ungheria         | 2    | 3 | 1 | 0 | 2 | 4  | 8  | -4  |
| 4°   | Stati Uniti      | 0    | 3 | 0 | 0 | 3 | 2  | 15 | -13 |

### Gruppo A
| Berlino 4 agosto 1936 | Giappone | 5 – 1 (2-0) | Stati Uniti | Hockey Stadion Campo 2 |

| Berlino 4 agosto 1936 | India Britannica | 4 – 0 (2-0) | Ungheria | Hockey Stadion |

| Berlino 7 agosto 1936 | India Britannica | 7 – 0 (3-0) | Stati Uniti | Hockey Stadion |

| Berlino 8 agosto 1936 | Giappone | 3 – 1 (1-0) | Ungheria | Hockey Stadion |

| Berlino 10 agosto 1936 | India Britannica | 9 – 0 (4-0) | Giappone | Hockey Stadion |

| Berlino 10 agosto 1936 | Ungheria | 3 – 1 (3-0) | Stati Uniti | Hockey Stadion |

### Gruppo B
Classifica
| POS. | Squadra     | P.ti | G | V | P | S | GF | GS | DR |
| ---- | ----------- | ---- | - | - | - | - | -- | -- | -- |
| 1°   | Germania    | 4    | 2 | 2 | 0 | 0 | 10 | 1  | +9 |
| 2°   | Afghanistan | 1    | 2 | 0 | 1 | 1 | 7  | 10 | -3 |
| 3°   | Danimarca   | 1    | 2 | 0 | 1 | 1 | 6  | 12 | -6 |

| Berlino 4 agosto 1936 | Afghanistan | 6 – 6 (5-4) | Danimarca | Hockey Stadion Campo 2 |

| Berlino 6 agosto 1936 | Germania | 6 – 0 (2-0) | Danimarca | Hockey Stadion |

| Berlino 8 agosto 1936 | Germania | 4 – 1 (1-0) | Afghanistan | Hockey Stadion |

### Gruppo C
Classifica
| POS. | Squadra     | P.ti | G | V | P | S | GF | GS | DR |
| ---- | ----------- | ---- | - | - | - | - | -- | -- | -- |
| 1°   | Paesi Bassi | 5    | 3 | 2 | 1 | 0 | 9  | 4  | +5 |
| 2°   | Francia     | 3    | 3 | 1 | 1 | 1 | 4  | 5  | -1 |
| 3°   | Belgio      | 2    | 3 | 0 | 2 | 1 | 5  | 6  | -1 |
| 4°   | Svizzera    | 2    | 3 | 1 | 0 | 2 | 3  | 6  | -3 |

| Berlino 4 agosto 1936 | Francia | 1 – 0 (0-0) | Svizzera | Hockey Stadion |

| Berlino 4 agosto 1936 | Paesi Bassi | 2 – 2 (2-1) | Belgio | Hockey Stadion |

| Berlino 6 agosto 1936 | Paesi Bassi | 4 – 1 (2-1) | Svizzera | Hockey Stadion |

| Berlino 7 agosto 1936 | Francia | 2 – 2 (1-2) | Belgio | Hockey Stadion Campo 2 |

| Berlino 9 agosto 1936 | Svizzera | 2 – 1 (1-0) | Belgio | Hockey Stadion |

| Berlino 9 agosto 1936 | Paesi Bassi | 3 – 1 (1-0) | Francia | Hockey Stadion |

### Semifinali
| Berlino 12 agosto 1936 | India Britannica | 10 – 1 (4-0) | Francia | Hockey Stadion |

| Berlino 12 agosto 1936 | Germania | 3 – 0 (1-0) | Paesi Bassi | Hockey Stadion |

### 3 e 4 posto
| Berlino 14 agosto 1936 | Paesi Bassi | 4 – 3 (2-1) | Francia | Hockey Stadion |

### Finale
| Berlino 15 agosto 1936 | India Britannica | 8 – 1 (1-0) | Germania | Hockey Stadion |

## Podio

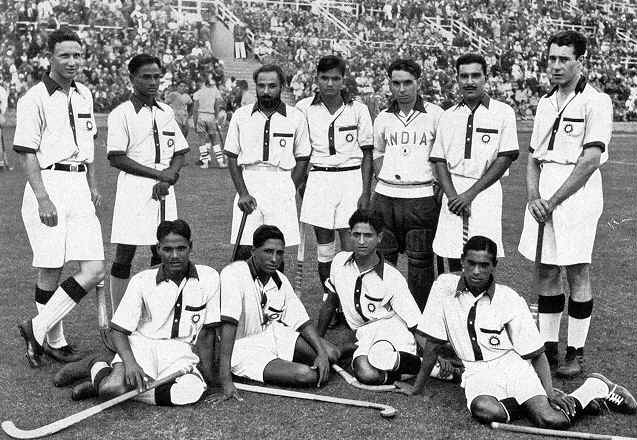
La squadra indiana vincitrice della medaglia d'oro

| Evento                   | Oro | Argento | Bronzo |
| Hockey su prato maschile | India Britannica Dhyan Chand Richard Allen Carlyle Tapsell Sayed Muhammad Hussain Baboo Nimal Ernie Goodsir-Cullen Joe Galibardy Shabban Shahab-ud-Din Ali Dara Roop Singh Sayed Jaffar Cyril Michie Peter Paul Fernandes Joe Phillips Gurcharan Singh Grewal Ahsan Muhammad Khan Ahmed Sher Khan Lionel Emmett Mirza Nasir-ud-Din Masood | Germania Karl Dröse Herbert Kemmer Erich Zander Alfred Gerdes Erwin Keller Heinz Schmalix Harald Huffmann Werner Hamel Kutti Weiß Hans Scherbart Fritz Messner Tito Warnholtz Detlef Okrent Hermann auf der Heide Heinrich Peter Carl Menke Heinz Raack Paul Mehlitz Ludwig Beisiegel Carl Ruck Erich Cuntz Werner Kubitzki | Paesi Bassi Jan de Looper Rein de Waal Max Westerkamp Henk de Looper Ru van der Haar Tonny van Lierop Piet Gunning Hans Schnitger Ernst van den Berg Aat de Roos René Sparenberg Inge Heijbroek |